# Volkswagen ID.3
Pour les articles homonymes, voir ID3.
La Volkswagen ID.3 est une automobile compacte électrique du constructeur automobile allemand Volkswagen produite depuis novembre 2019. Cette compacte n'est pas directement dérivée d'un modèle thermique, contrairement au modèle qu'elle remplace, l'e-Golf. Il s'agit du premier modèle de la gamme électrique « ID » du constructeur de Wolfsburg, qui souhaite donc avec ce modèle tourner la page du Dieselgate,,.

## Présentation
L'ID.3 est une berline compacte aux lignes proche d'un monospace, rappelant l' I.D. Concept présentée le 9 septembre 2019.
L'ID.3, connue sous le nom de « I.D. Neo » lors de son développement, fait sa première apparition publique au salon de l'automobile de Francfort en septembre 2019. Néanmoins, le constructeur lance les pré-commandes de son premier modèle électrique à partir du 8 mai 2019 sur internet. En seulement 24 heures, 10 000 pré-commandes sont effectuées pour l' « ID3 1st », seule version disponible au lancement et limitée aux 30 000 premiers clients, bénéficiant d'une autonomie de 420 km.
En octobre 2023, Volkswagen cesse la production de l'ID.3 pendant 2 semaines en raison de l'insuffisance des ventes du modèle.

Volkswagen ID.3
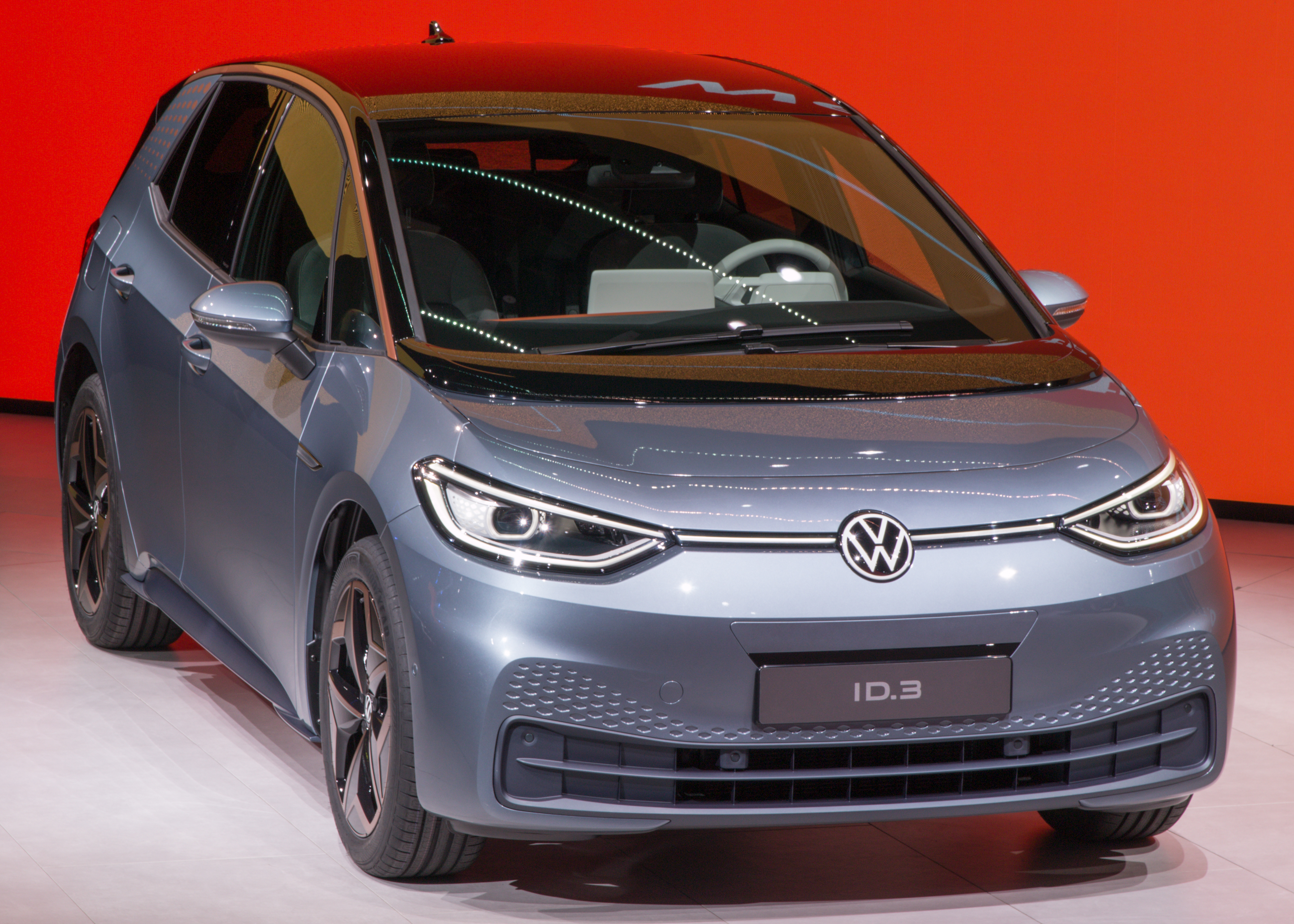
Vue de l'avant (Bleu Denim).
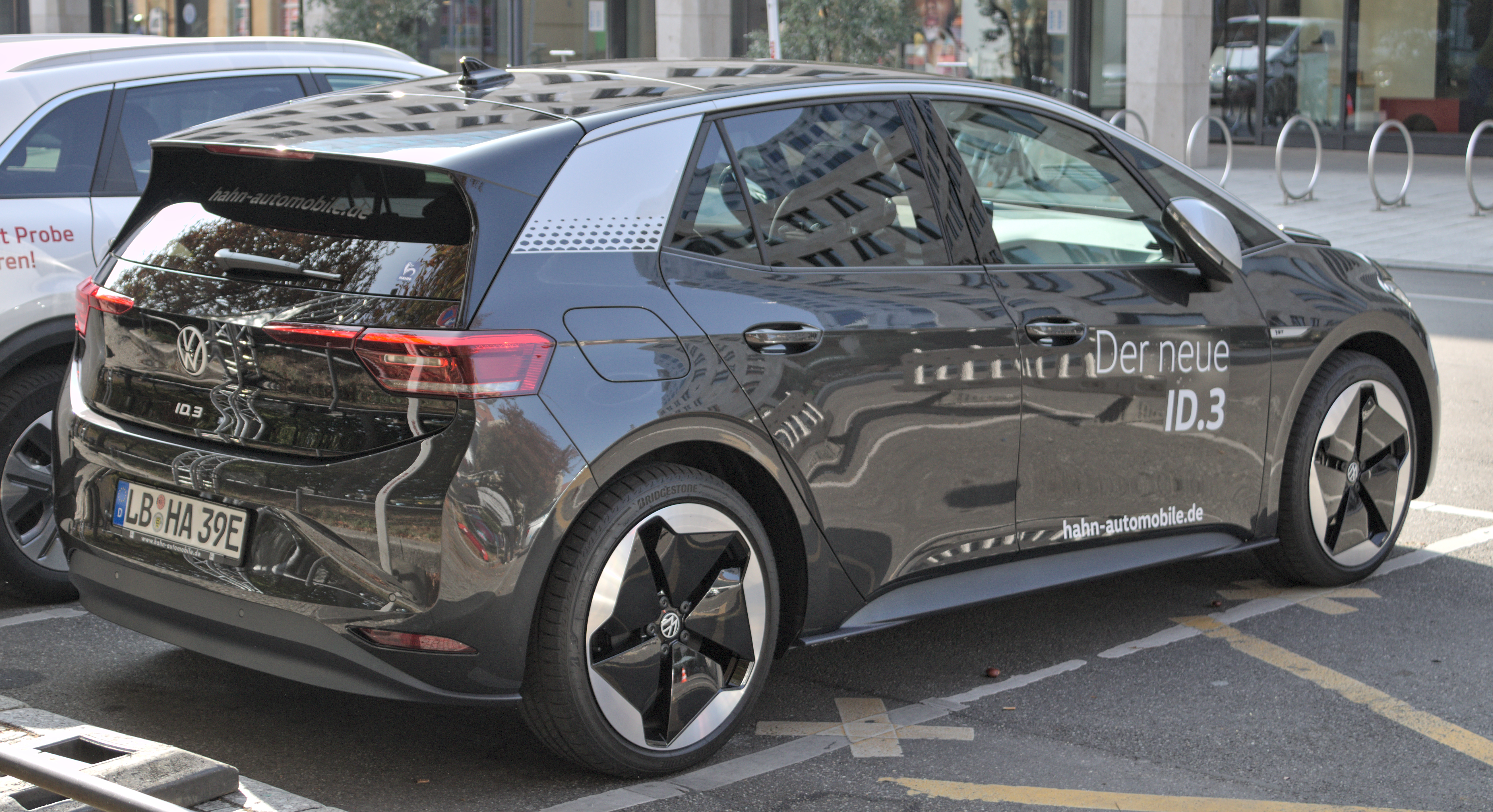
Vue de l'arrière (Gris Manganèse).
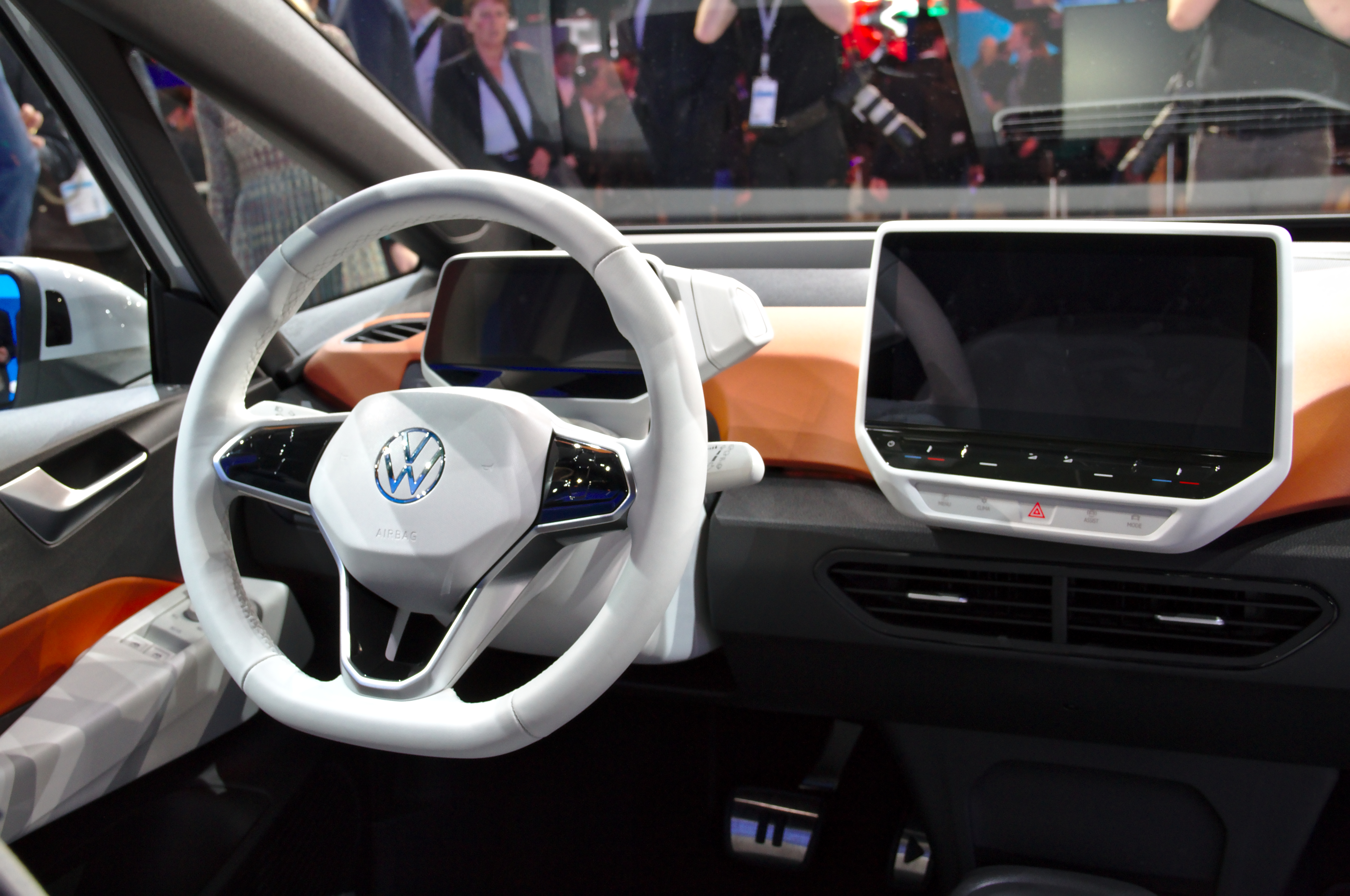
Vue de l'intérieur.
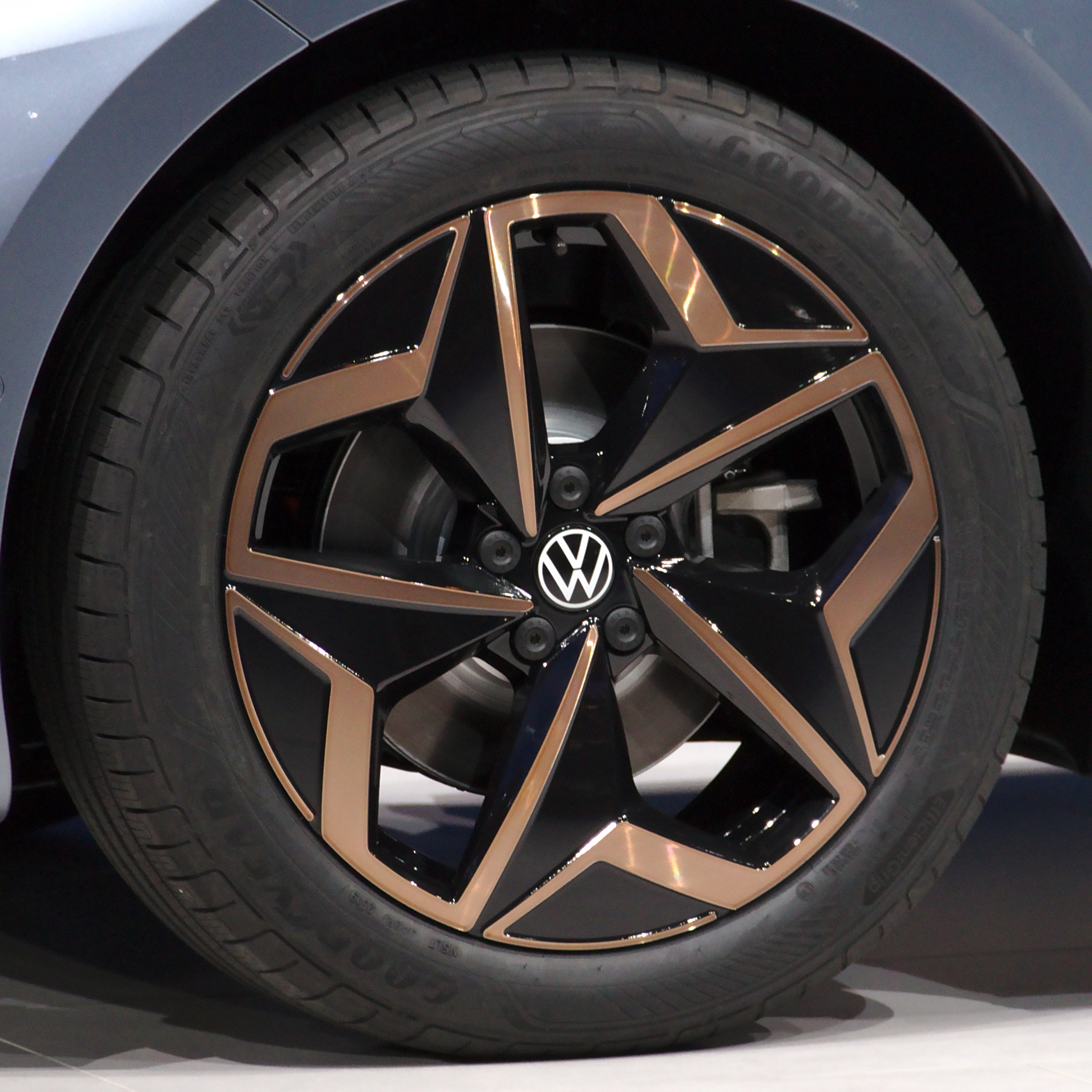
Détail des jantes Andoya Cuivre.

### Phase 2

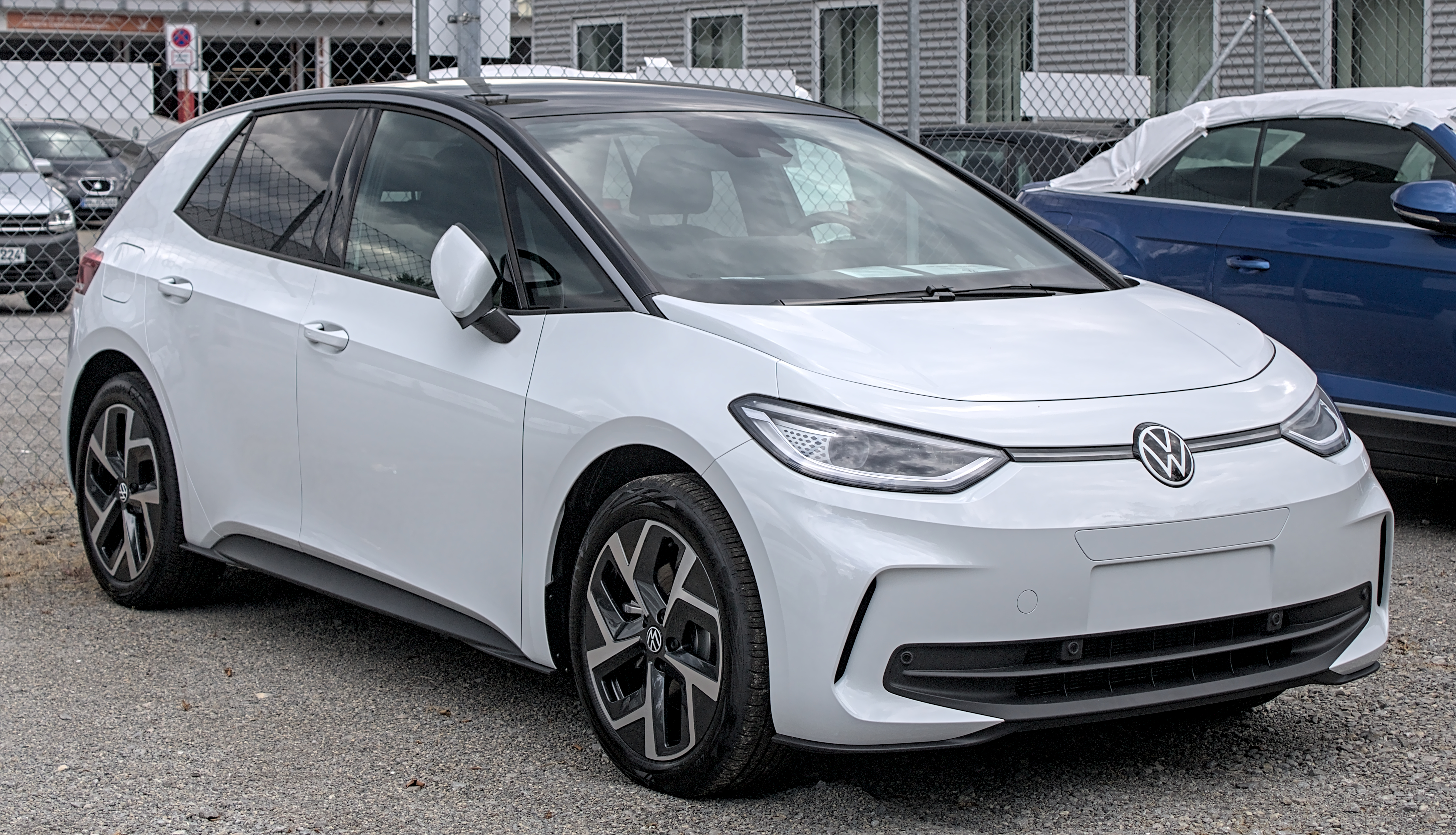
Volkswagen ID.3 (restylée)

La version est officiellement présentée le 1er mars 2023. L'ID.3 se pare d'un style légèrement retouché (bouclier avant, entourage du pare-brise et entrées d'air), et améliore sa qualité perçue. Les décors autocollants sur la custode sont retirés et la signature lumineuse à l'arrière évolue également. Trois nouvelles couleurs sont proposées : bleu ciel, noir et vert nommé Dark Olivine Green, tandis que le toit et le becquet arrière sont noir de série.
À l'intérieur, les selleries sont dotées de nouveaux matériaux recyclés sans matière animale, et la planche de bord et les contreportes reçoivent des éléments moussés et des doubles surpiqûres. L'équipement s'enrichit avec un double porte-gobelets sur la console centrale, l'écran tactile de 12 pouces sur toutes les versions au lieu de 10, et un plancher modulable dans le coffre de série. Les commandes de climatisation sont désormais rétroéclairées. De nouvelles fonctionnalités font leur apparition : Travel Assist amélioré, Park Assist avec fonction mémoire, affichage tête haute.

## Caractéristiques techniques
L'ID.3 repose sur la plate-forme MEB dédiée aux véhicules électriques du groupe Volkswagen, comme notamment sa cousine Cupra Born disponible en 2021. À ce titre, elle ne peut être équipée que d'un moteur électrique installé sur l'essieu arrière.

### Motorisations
La voiture électrique du constructeur allemand est équipée d'un moteur électrique placé sur l’essieu arrière disponible en deux puissances: 110 kW (150 ch) ou 150 kW (204 ch).
| Logo de Volkswagen            | Volkswagen ID.3      | Volkswagen ID.3      | Volkswagen ID.3      | Volkswagen ID.3      | Volkswagen ID.3      | Volkswagen ID.3 |
| Logo de Volkswagen            | Pro                  | Pro Performance      | Pro S                |                      |                      |                 |
| ----------------------------- | -------------------- | -------------------- | -------------------- | -------------------- | -------------------- | --------------- |
| Code moteur                   | E113GJ               | E113MJ               | E114MN               |                      |                      |                 |
| Puissance moteur (kW)         | 107                  | 150                  | 150                  |                      |                      |                 |
| Puissance maximale (ch)       | 145                  | 204                  | 204                  |                      |                      |                 |
| Couple maximal (N m)          | 275                  | 310                  | 310                  |                      |                      |                 |
| Vitesse maximale (km/h)       | 160                  | 160                  | 160                  |                      |                      |                 |
| 0-100 km/h (s)                | 9,6                  | 7,3                  | 7,9                  |                      |                      |                 |
| Consommation (kWh/100 km)     | 15,5 - 16,4          | 15,5 - 16,4          | 15,8 - 15,9          |                      |                      |                 |
| Transmission                  | Propulsion           | Propulsion           | Propulsion           |                      |                      |                 |
| Masse à vide (kg)             | 1812                 | 1812                 | 1928                 |                      |                      |                 |
| Batterie                      |                      |                      |                      |                      |                      |                 |
| Type de batterie              | Lithium Ion (NCM712) | Lithium Ion (NCM712) | Lithium Ion (NCM712) | Lithium Ion (NCM712) | Lithium Ion (NCM712) |                 |
| Capacité de la batterie (kWh) | 58                   | 58                   | 77                   |                      |                      |                 |
| Autonomie (km) - cycle WLTP   | 397                  | 397                  | 545                  |                      |                      |                 |
| Poids de la batterie (kg)     | 375                  | 375                  | 493                  |                      |                      |                 |
| Temps de recharge (à 100 %)   |                      |                      |                      |                      |                      |                 |
| sur une prise domestique      | 32h00                | 32h00                | 42h45                | 42h45                | 42h45                |                 |
| sur une Wallbox 11 kW         | 6h15                 | 6h15                 | 7h30                 | 7h30                 | 7h30                 |                 |
| sur une borne rapide          | 0h35 à 120 kW        | 0h35 à 120 kW        | 0h29 à 135 kW        | 0h29 à 135 kW        | 0h29 à 135 kW        |                 |

### Batterie
Trois capacités de batteries sont disponibles : 
- 45 kWh donnant une autonomie de 330 km (WLTP2), puis supprimée de la gamme en janvier 2022[15];
- 58 kWh donnant une autonomie de 420 km (WLTP2);
- 77 kWh donnant une autonomie de 550 km (WLTP2).

### Sécurité
D'après une évaluation Euro NCAP de 2020, le véhicule est doté de fonctions : 
- Assistance de vitesse[N 1];
- Surveillance de l'état des occupants[N 2];
- Assistance au maintien sur la voie[N 3]
- AEB collision entre voitures[N 4],[16]

Le véhicule obtient les cinq étoiles Euro NCAP de l'année 2020, avec des scores de 87% en protection des adultes, 89% en protection des enfants, 71% en protection des usagers vulnérables de la route et 88% en aide à la sécurité.

### Autres fonctions techniques
D'après le site web Les Numériques, le véhicule est également doté de fonctions alerte angle mort, limiteur de vitesse, assistant de stationnement et même Car2X pour transmettre une alerte de danger aux véhicules compatibles dans un périmètre de 800 mètres.
L'ID3 bénéficie dès juillet 2021 de la fonction de mise-à-jour télématique over-the-air du fait que Volkswagen devient le premier constructeur automobile à volume à mettre à jour régulièrement le logiciel des véhicules de ses clients via le transfert de données mobiles.

## Finitions
- City (à partir de 2021)[19]
- Life[20]
- Business
- Family
- Tech
- Max (à partir de 2021)
- Tour

À partir du 16 février 2022, toutes les finitions sont remplacées par une unique version spéciale en raison de la pénurie de semi-conducteurs, entrainant la disparition du catalogue de plusieurs équipements et options :
- Active (climatisation automatique, écran multimédia tactile de 10 pouces, radars de stationnement avant et arrière + caméra de recul, feux à LED, ...[22])

### Séries spéciales
Versions de lancement la première année (2020 - 30 000 exemplaires)
- 1st
- 1st Plus
- 1st Max

## Version sportive

### ID.3 GTX
Le lancement prochain d'une version sportive nommée GTX aurait été confirmé par Ralf Brandstätter, patron de Volkswagen, en septembre 2021. Il s'agirait d'une compacte électrique atteignant une puissance d'environ 300 ch.
Un prototype de cette potentielle version sportive avait déjà été dévoilé en mai 2021, sous le nom de ID.X. Ce prototype proposait une puissance de 333 ch grâce à deux moteurs et, malgré une batterie plus importante que celle de l'ID.3 "classique" (82 kWh contre 77 kWh), est plus légère d'environ 200 kg que cette dernière. Cependant, les performances pourraient être revues à la baisse pour une version de série.
Toutefois, en décembre 2021, cette ID.3 GTX n'est toujours pas présentée alors que l'ID.4, commercialisé après l'ID.3, propose déjà une version GTX.

## Concept car
Après plusieurs concept cars reprenant le nom « Volkswagen I.D. » (I.D. Buzz, I.D. Crozz, I.D. Vizzion), le constructeur présente au Mondial de l'automobile de Paris 2016 le concept car Volkswagen I.D. Concept qui préfigure la Volkswagen ID.3 de série.